# Lada Largus
O Lada Largus é uma minivan produzida pelo fabricante russo AvtoVAZ para a Rússia e países da CEI desde 2012. É essencialmente uma versão rebatizada da 1ª geração da Dacia Logan MCV desenvolvida pela Renault e é produzida como um projeto conjunto com a Renault e a Nissan.